# Uganda Commercial Bank FC
El UCB FC fue un equipo de fútbol de Uganda que alguna vez jugó en la Liga Premier de Uganda, la liga de fútbol más importante del país.

## Historia
Fue fundado en el año 1970 en la capital Kampala como el equipo representante del Uganda Commercial Bank, el cual fue creado 5 años antes.
El club obtuvo su primer y único título de liga en el año 1979 luego de sumar 43 puntos en 26 partidos, con 7 puntos de ventaja sobre el KCC. El club también alcanzó la final de la Copa de Uganda en 3 ocasiones, pero no pudo ganar ninguna de ellas.
A nivel internacional participó en un torneo continental, en la Copa Africana de Clubes Campeones 1980, pero abandonó el torneo en la primera ronda antes de enfrentarse al Bendel Insurance de Nigeria.
El club desapareció en el año 2001 luego de que el Uganda Commercial Bank se fusionara con el Standard Bank y crear al Stanbic Bank (Uganda) Limited.

## Palmarés
- Liga Premier de Uganda: 1

1979
- Copa de Uganda: 0

- Finalista: 3

1978, 1979, 1981

## Participación en competiciones de la CAF
- Copa Africana de Clubes Campeones: 1 aparición

1980 - abandonó en la Primera ronda
- Copa de Clubes de la CECAFA: 1 aparición

1980 - fase de grupos